# 太陽公生及九豬十六羊祭品
太陽公生及九豬十六羊祭品是臺灣臺南市的民俗類文化資產。九豬十六羊為農曆三月十九日「太陽公生」的祭品，是做成豬、羊外型的糕餅。此依習俗據說在臺灣只有在臺南市盛行，但隨著時代演變，此依習俗漸漸不為人知。而這項習俗的太陽公，其實是暗指崇祯帝，並寄寓反清復明之意。

## 含義
九豬十六羊的習俗被連橫記載於《雅言》中。根據其說法，祭祀日期三月十九日是崇禎帝在煤山自縊的日子，而「九」在臺語與「救」諧音，「豬」即暗指「朱」，故「九豬」實指「救朱」。而「十六」指的是明朝十六帝，「羊」是「太牢」的祭品之一，比喻皇家宗室。又連橫強調九豬十六羊是諸侯少牢之禮，鄭道聰認為這表示此習俗也有暗祀鄭成功反清復明之義舉。
另外也有說法認為，「九豬」是「久朱」的諧音。另外數字方面也有說法是九為陽數中最大者，所以取陰數中最大的八之倍數「十六」來平衡。

## 其他
九豬十六羊的民俗又相傳與天地會有關，認為三月十九在門口設香案者即是該戶人家與天地會有關的暗語。而擺案祭祀時於祭品前供的三碗茶，則被人猜想是暗喻天、地、人。